# Jean-Pierre-Joseph d'Arcet
Pour les articles homonymes, voir Arcet.
Jean-Pierre-Joseph d'Arcet, ou Darcet, né à Paris le 31 août 1777 et mort à Paris le 2 août 1844, est un chimiste et industriel français, à la tête de nombreuses manufactures à Paris, et membre de non moins nombreuses instances officielles, gouvernementales ou académiques.

## Biographie
Il poursuit les travaux de son père Jean d'Arcet, obtenant en 1801 la médaille d'or à l'exposition des produits de l'industrie française pour ses recherches sur la soude artificielle, qu'il fabrique à la Gare, à Paris puis à Saint-Denis et Nanterre. D'Arcet est aussi un associé de la savonnerie Decroos à partir de 1806 puis, en 1809, de la manufacture de papiers peints de Jacquemart, rue de Montreuil, qui devient une fabrique renommée de produits chimiques. Il crée ainsi les premières fabriques de soude et de potasse artificielles ainsi que d'alun, perfectionne la savonnerie et le clichage. Il fait de nombreuses recherches sur les alliages, l'affinage des métaux, la fabrication et l'essayage des monnaies, et réussit à diminuer, au moyen des ventilateurs, les dangers d'un grand nombre d'industries : dorure, soufroirs, vidange[Quoi ?].[réf. nécessaire]
Parallèlement, il est nommé vérificateur (1805), inspecteur des essais (1819) et enfin commissaire général des monnaies (1828) à la Monnaie de Paris, où son père avait également travaillé. Membre de la Société d'encouragement pour l'industrie nationale, il est nommé secrétaire de son Comité des arts chimiques en 1804 par Guyton-Morveau. Six ans plus tard, il répond à son prix[Quoi ?] concernant l'usage de l'acide chlorhydrique perdu lors de la fabrication de soude. Il est également membre de la Société royale d'agriculture de Paris à partir de 1787, puis nommé en 1810 membre du Conseil d'hygiène publique et de salubrité, où il s'occupe en particulier des fourneaux fumivores. Il est aussi élu membre de l'Académie des sciences en 1823. Entre-temps, il est membre fondateur du Conseil général des manufactures en 1810 et vice-préside l'organisme ; en 1811 il entre également au Comité consultatif des arts et manufactures, organe consultatif du ministère de l'Intérieur. Hygiéniste et industrialiste, il défend tant l'industrie que ses intérêts dans ces diverses fonctions. Il travaille avec l'atelier d'affinage d'or et d'argent de la rue Chapon entre 1814 et 1819, qui est examiné par le Conseil d'Hygiène publique.
En 1811, il s'inspire du fondeur d'art Jean-Baptiste Launay (1768-1827), pour son invention d'un creuset en fonte de fer cémentée.
Il est connu pour ses expériences sur la gélatine des os, collaborant avec la triperie de l'île des Cygnes, et qui était utilisée par Jacquemart pour fabriquer de la colle. Ses découvertes sur les sels minéraux des eaux thermales de Vichy, en 1825, sont à l'origine de la mise au point de la pastille de Vichy. Il améliore aussi les procédés de fabrication du bleu de Prusse, fabriqué dans son usine rue de Montreuil. En 1816, il devint membre des Annales de chimie et, après deux échecs, fut élu à l'Institut de France en 1823 grâce à l'appui de Chaptal. Entre 1816 et 1825, il dirigea d'ailleurs avec son fils et Holker la manufacture des Ternes.
En 1817, il devient l'associé de Jean-Baptiste Marie Chaptal de Chanteloup et de Jean-Jacques-Louis Holker, dans la manufacture de produits chimiques des Ternes (Neuilly).
Ces activités lui valent d'être qualifiées par l'historien Thomas Le Roux de « principal pollueur de Paris ». Aucune de ses usines ne fut critiquée par le Conseil d'Hygiène dont il était membre, et depuis 1812, il améliorait certains procédés insalubres. Il améliora ainsi la ventilation à La Monnaie de Paris, après la mort de trois employés, et aida les frères Blanc, à Lyon, à réduire les émanations de fumée de leur usine de cendres gravelées. En revanche, sa tentative, en 1828, d'installer un fourneau fumivore dans la manufacture des tabacs du Quartier du Gros-Caillou, l'une des usines les plus importantes et les plus polluantes de Paris, échoua. Ces recherches donnent lieu à un ouvrage tardif, Collection de mémoires relatifs à l'assainissement des ateliers, des édifices publics et des habitations particulières (1843). Ces travaux pour la salubrité lui ont valu l'attribution du prix de 3 000 francs créé par disposition testamentaire par le bronzier, poète et goguettier André-Antoine Ravrio pour la découverte d'un moyen qui prévint les dangers de l'emploi du mercure dans la profession de doreur sur métaux.
Il est inhumé au cimetière du Père-Lachaise (34e division).
Sa fille Louise épousa le sculpteur James Pradier.

## Publications
- [1818] Mémoire sur l'art de dorer le bronze (ouvrage qui a remporté le prix fondé par M. Ravrio et proposé par l'Académie royale des sciences), Paris, impr. Veuve Agasse, 1818, 192 p., sur gallica (lire en ligne).
- [1824] Précis sur la mine de sel gemme de Vic, département de la Meurthe, et sur les principales mines de sel de l'Europe ; suivi du rapport fait à l'Académie royale des sciences (au nom d'une commission composée de M le comte Chaptal, de M. Gay-Lussac, de M. Vauquelin, de M. Dulong et de M. d'Arcet), Paris, impr. d'Éverat, 1824, 86 p., sur gallica (lire en ligne).
- [1826] Première note pour servir à l'histoire des eaux thermales de Vichy, département de l'Allier, Paris, impr. Feugueray, 1826, 19 p., sur gallica (lire en ligne).
- [1829] Instruction sur les précautions à prendre pour bien conduire l'appareil servant à extraire la gélatine des os de la viande de boucherie, Paris, impr. Gaultier-Laguionie, coll. « Recueil industriel manufacturier, agricole et commercial, de la salubrité publique et des beaux-arts », 1829, 1 pl. + 15 (lire en ligne [PDF] sur gallica). 
La même page inclut aussi, à la suite de cette publication :
  - Rapport fait le 20 janvier 1830 au Conseil général des hospices, sur l'emploi de la gélatine à l'Hôtel-Fieu de Paris, par M.B. Desportes, impr. Gaultier-Laguionie, Recueil industriel manufacturier, agricole et commercial, de la salubrité publique et des beaux-arts, p. 20-30 ;
  - Rapport au Conseil général des hospices, fait le 20 janvier 1830, sur l'emploi de la gélatine des os à l'hôpital Saint-Louis, à Paris, par M. Jourdan, impr. Gaultier-Laguionie, Recueil industriel manufacturier, agricole et commercial, de la salubrité publique et des beaux-arts, p. 31-38.
- [1829] Mémoire sur les os provenant de la viande de boucherie, dans lequel on traite de la conservation de ces os, de l'extraction de leur gélatine par le moyen de la vapeur, et des usages alimentaires de la dissolution gélatineuse qu'on en obtient (lire en ligne [PDF] sur gallica).
- [1829] Recherches sur les substances nutritives que renferment les os, ou Mémoire sur les os provenant de la viande de boucherie, sur les moyens de les conserver, d'en extraire de la gélatine par la vapeur, etc (suivi de Mémoire sur les applications dans l'économie domestique de la gélatine extraite des os au moyen de la vapeur, par M. A. de Puymaurin (p. 67-148 ; et de Rapport fait en 1814, sur un travail de M. d'Arcet ayant pour objet l'extraction de la gélatine des os et son application aux différents usages économiques, par MM. Leroux, Dubois, Pelletan, Duméril et Vauquelin (p. 149-163)), Paris, impr. de Madame Huzard, 1829, 66 p., sur gallica (lire en ligne).[n 2]
- [1831] Résumé de ce qui a été fait depuis deux ans pour améliorer le régime alimentaire des pauvres, en y introduisant l'usage de la gélatine des os (lu le 28 avril 1831 à la séance générale de la Société des établissements charitables), Paris, impr. d'Éverat, 1831, 16 p. (lire en ligne [PDF] sur gallica), p. 39-54.
- Note relative au bouillon que l'on fait, en aromatisant la dissolution gélatineuse au moyen de la viande de boucherie, Paris, impr. d'Éverat, coll. « Recueil industriel manufacturier, agricole et commercial, de la salubrité publique et des beaux-arts », 3 p. (lire en ligne [PDF] sur gallica), p. 55-57.
- De la composition de soupes économiques , et de la nécessité de les animaliser et de les rendre plus nutritives, Paris, impr. d'Éverat, coll. « Recueil industriel manufacturier, agricole et commercial, de la salubrité publique et des beaux-art », s, 4 p. (lire en ligne [PDF] sur gallica), p. 58-61.
- Notice sur la fabrication de biscuits animalisés, au moyen de la viande de boucherie, Paris, impr. Gaultier-Laguionie, coll. « Recueil industriel manufacturier, agricole et commercial, de la salubrité publique et des beaux-arts », 4 p. (lire en ligne [PDF] sur gallica), p. 62-65.
- [1831] Note sur l'emploi de la gélatine des os, en réponse au mémoire et à la lettre que M. Donné a lus à l'Académie sur le sujet (y est ajoutée la lettre de M. Jourdan du 21 août 1831 à l'administration générale des hôpitaux et hospices de la ville de Paris (p. 71-72) ; la lettre de Blainville du 20 août 1831 à la même administration (p. 72-74) ; la lettre de A.-L. Lebreton du 19 août 1831 (p. 74)), Paris, impr. d'Éverat, coll. « Recueil industriel manufacturier, agricole et commercial, de la salubrité publique et des beaux-arts », 1831, 10 p. (lire en ligne [PDF] sur gallica), p. 66-76.
- [1833] Résultats de l'emploi alimentaire de la gélatine des os, continué, sans interruption, à l'hôpital Saint-Louis, pendant trois ans et trois mois (note lue à l'Académie des sciences, séance du 14 janvier 1833), Paris, impr. de P. Dupont et Laguionie, 1833, sur books.google.fr (lire en ligne).
- [d'Arcet (J.P.J.), Soulange-Bodin & Bourdon 1836] Jean-Pierre-Joseph d'Arcet, Étienne Soulange-Bodin et Henri Bourdon, Description d'une magnanerie salubre, au moyen de laquelle on pourra toujours procurer au vers à soie le degré de ventilation,... et d'un appareil pour sécher les feuilles de mûrier ; Suivie d'un rapport sur une éducation de vers à soie, faite en 1835, par M. Camille Beauvais ; et d'un mémoire sur l'industrie de la production des soies, Paris, impr. de Madame Huzard, 1836 (réimpr. 1938, 3e éd.), 48 p., sur gallica (lire en ligne).
- [1839] Note sur l'emploi continu et régulier de la gélatine, pendant dix années, dans le régime alimentaire de l'hôpital Saint-Louis…, Paris, impr. H. Fournier et Cie, 1839, sur gallica (lire en ligne).
- [1841] Description des appareils de chauffage à employer pour élever convenablement la température du courant ventilateur dans les magnaneries salubres, Paris, Carillian-Goery et Victor Dalmont, 1841, 5 pl. + 20 (lire en ligne [PDF] sur gallica).
- [1841] Note sur l'emploi continu et régulier de la gélatine pendant onze années dans le régime alimentaire de l'hôpital Saint-Louis ; suivi de quelques autres documents relatifs à la même question, Paris, impr. de Mme de Lacombe, 1841, 37 p., sur gallica (lire en ligne).
- [1843] Collection de mémoires relatifs à l'assainissement des ateliers, des édifices publics et des habitations particulières, Paris, libr. scientifique-industrielle L. Mathias, 1843, 292 p., sur gallica (lire en ligne).
- [1843] Des rapports de distances qu'il est utile de maintenir entre les fabriques insalubres et les habitations qui les entourent, Paris, impr. Paul Renouard, 1843, 8 p., sur gallica.
- [18..] Changements à faire dans les procédés actuels de saponification ou vues nouvelles sur le meilleur mode d'organisation des grandes savonneries (monographie, reproduite dans le Dictionnaire de l'industrie manufacturière, commerciale et agricole, t. 10, 1841, article « Savons », p. 70-81), impr. Bourgogne et Martinent, 12 p. (lire en ligne [PDF] sur n2t.net).

## Iconographie
- Portrait par Ambroise Tardieu d'après un dessin d'Antoine Chazal[réf. nécessaire]
- Portrait gravé par Ephraïm Conquy
- Un buste par son gendre James Pradier[7]

## Hommages
- Rue Darcet à Paris : renommée en 1864 « rue d'Arcet » pour le père et le fils, renommée rue Darcet en 1881.
- Il est mentionné dans les premières pages de La Peau de chagrin d’Honoré de Balzac[8].